# Xenylla sincta
Xenylla sincta är en urinsektsart som beskrevs av Usha Baijal 1956. Xenylla sincta ingår i släktet Xenylla och familjen Hypogastruridae. Inga underarter finns listade i Catalogue of Life.